# Лунд, Джордан
Джордан Лунд (англ. Jordan Lund, род. 7 мая 1957, Лонг-Айленд, США) — американский киноактёр. Также снимается в телесериалах. Играет роли «второго плана», воплощает на экране образы преимущественно полицейских, охранников, «плохих парней».

## Биография
Родился 7 мая 1957 года в США. Азы актёрского мастерства постигал в Университете Карнеги — Меллон. Играл во многих пьесах по произведениям Уильяма Шекспира. Преподаёт актёрское мастерство в Лос-Анджелесе.

## Избранная фильмография
- 1989 — Одинокий голубь / Lonesome Dove — Хатто
- 1989 — Стилет / Jacknife
- 1989 — Флетч жив / Fletch Lives
- 1989 — Взаперти / Lock Up
- 1990 — Приключения Форда Фэйрлэйна / The Adventures of Ford Fairlane
- 1990 — Мерфи Браун / Murphy Brown (TV series)
- 1990 — Новичок / The Rookie
- 1991 — Доктор Голливуд / Doc Hollywood
- 1991 — Харли Дэвидсон и Ковбой Мальборо / Harley Davidson and the Marlboro Man
- 1991 — Звёздный путь: Следующее поколение / Star Trek: The Next Generation
- 1991 — Весёлая компания / Cheers
- 1992 — Плохая любовь / Love Is Like That
- 1993 — Эмос и Эндрю / Amos & Andrew
- 1993 — Звёздный путь: Глубокий космос 9 / Star Trek: Deep Space Nine
- 1994 — Крутой Уокер: правосудие по-техасски / Walker, Texas Ranger (TV series)
- 1994 — Противостояние / The Stand
- 1994 — Скорость / Speed
- 1995 — Особь / Species
- 1995 — Американский президент / American President
- 1997 — Закон и порядок / Law & Order
- 1999 — Практика / The Practice (TV series)
- 1999 — Семь дней / Seven Days (TV series)
- 1999 — История о нас / The Story of Us
- 2002 — Провиденс / Providence
- 2002 — Светлячок / Firefly
- 2002 — Полиция Нью-Йорка / NYPD Blue
- 2003 — Фрейзер / Frasier
- 2003 — Звёздный путь: Энтерпрайз / Star Trek: Enterprise
- 2003 — Алекс и Эмма / Alex and Emma
- 2005 — Ходят слухи / Rumor has it…
- 2007 — Пока не сыграл в ящик / The Bucket List
- 2010 — Закон и порядок: Преступное намерение / Law & Order: Criminal Intent
- 2011 — Держись, Чарли! / Good Luck Charlie!
- 2012 — Пробуждение / Awake